# Juice Wrld: Into the Abyss
«Juice Wrld: Into the Abyss», es una película documental de 2021, dirigida por Tommy Oliver. Centrado en la vida y muerte del rapero y cantante estadounidense Juice Wrld, el documental es la sexta y última parte de la serie documental de HBO Max Music Box. Se estrenó en el AFI Fest el 12 de noviembre de 2021, donde ganó el Premio del Público al Documental AFI Fest, y debutó oficialmente el 16 de diciembre de 2021, con un avance exclusivo en el evento «Juice Wrld Day» celebrado en el United Center de Chicago el 9 de diciembre.

## Elenco
Todos protagonizan como ellos mismos.
- Juice Wrld (imágenes de archivo)
- Ally Lotti - Modelo
- Cole Bennett - Videógrafo/Director
- Benny Blanco - Productor
- Chris Long - Videógrafo/Fotógrafo
- DJ Scheme - Productor/Artista
- G Herbo - Artista
- ILoveMakonnen - Artista
- The Kid Laroi - Artista y aprendiz de Juice Wrld
- Lil Bibby - Líder / Artista de Grade A Productions
- Polo G - Artista
- Rex Kudo - Productor
- Ski Mask the Slump God - Artista
- D-Savage - Artista
- Cordae - Artista

## Producción
Filmado, editado y producido por Oliver, el documental contiene imágenes de los últimos años de Juice y apariciones de numerosos amigos y familiares suyos, incluido su protegido The Kid Laroi, su novia Ally Lotti y su manager Lil Bibby. También cuenta con numerosos colaboradores frecuentes de Juice, incluidos los raperos Ski Mask the Slump God, Polo G y G Herbo, los productores Benny Blanco, Rex Kudo y Hit-Boy, y el director de vídeos musicales Cole Bennett.[cita requerida]

## Lanzamiento
Into the Abyss se estrenó en el AFI Fest el 12 de noviembre de 2021, donde ganó el Premio del Público al Documental del AFI Fest, y debutó oficialmente el 16 de diciembre de 2021, con un avance exclusivo en el evento «Juice Wrld Day» celebrado en el United Center de Chicago el 9 de diciembre.
El lanzamiento del documental fue precedido por el lanzamiento del cuarto álbum de estudio de Juice y el segundo lanzado póstumamente, «Fighting Demons» El primer sencillo del álbum, «Ya Dead», fue lanzado a los servicios de streaming el 12 de noviembre de 2021. El álbum fue lanzado oficialmente por los sellos de Juice, Grade A e Interscope Records el 10 de diciembre de 2021.

## Respuesta crítica
El documental recibió críticas en su mayoría positivas de los críticos. Por el contrario, el crítico de cine Steve Pulaski de la revista Influx le dio a la película una crítica negativa y dijo:  «Into the Abyss es quizás el documental más sombrío que se podría hacer sobre la difunta leyenda de Chicago. Una cosa es una edición descuidada, pero mostrar imágenes íntimas de la espiral de adicción de un artista de 21 años de una manera tan acrítica parece especialmente cruel.»